# Championnat de Hong Kong de football 2001-2002
Navigation
Saison précédente Saison suivante
La saison 2001-2002 du Championnat de Hong Kong de football est la cinquante-septième édition de la première division à Hong Kong, la First Division League. Elle regroupe, sous forme d'une poule unique, les sept meilleures équipes du pays qui se rencontrent deux fois, à domicile et à l'extérieur. Afin de permettre le passage du championnat à 8 équipes, il n'y a pas de relégation en fin de saison et le meilleur club de Second Division League, la deuxième division hongkongaise, est promu.
C'est le club de Sun Hei qui remporte le championnat cette saison après avoir terminé en tête du classement final, avec un seul point d'avance sur le tenant du titre, Happy Valley AA et trois sur South China AA. C'est le tout premier titre de champion de Hong Kong de l'histoire du club, qui manque le doublé en s'inclinant en finale de la Coupe de Hong Kong face à South China.

## Clubs participants
- South China AA
- Xiangxue Pharmaceutical FC - Promu de D2
- Happy Valley AA
- Hong Kong FC - Promu de D2
- Double Flower FA[1]
- Sun Hei
- Buler Rangers[2]

## Compétition
Le barème de points servant à établir les classements se décompose ainsi :
- Victoire : 3 points
- Match nul : 1 point
- Défaite : 0 point

### Classement
| Rang | Équipe                      | Pts | J  | G | N | P  | Bp | Bc | Diff |
| ---- | --------------------------- | --- | -- | - | - | -- | -- | -- | ---- |
| 1    | Sun Hei                     | 27  | 12 | 8 | 3 | 1  | 27 | 13 | +14  |
| 2    | Happy Valley AAT            | 26  | 12 | 8 | 2 | 2  | 38 | 11 | +27  |
| 3    | South China AAC             | 24  | 12 | 7 | 3 | 2  | 27 | 9  | +18  |
| 4    | Buler Rangers               | 14  | 12 | 4 | 2 | 6  | 28 | 21 | +7   |
| 5    | Double Flower FA            | 13  | 12 | 4 | 1 | 7  | 15 | 28 | -13  |
| 6    | Xiangxue Pharmaceutical FCP | 10  | 12 | 2 | 4 | 6  | 18 | 33 | -15  |
| 7    | Hong Kong FCP               | 4   | 12 | 1 | 1 | 10 | 11 | 46 | -35  |

|  | Champion de Hong Kong 2001-2002                                                           |
|  | Qualification pour la Ligue des champions de l'AFC 2003                                   |
|  | T : Tenant du titre C : Vainqueur de la Coupe de Hong Kong P : Promu de deuxième division |

### Matchs
| Résultats (▼dom., ►ext.)                                   | Bul | Dou | Hap  | Hon | Sou | Sun | Xia |
| Buler Rangers                                              |     | 7-0 | 2-3  | 3-0 | 2-2 | 0-1 | 5-0 |
| Double Flower FA                                           | 2-0 |     | 0-4  | 4-1 | 1-2 | 0-2 | 1-1 |
| Happy Valley AA                                            | 3-2 | 3-2 |      | 8-0 | 0-2 | 1-2 | 3-1 |
| Hong Kong FC                                               | 3-1 | 0-2 | 0-11 |     | 1-3 | 1-2 | 1-3 |
| South China AA                                             | 0-1 | 3-0 | 0-0  | 2-0 |     | 3-0 | 7-0 |
| Sun Hei                                                    | 5-3 | 3-0 | 0-0  | 4-1 | 1-1 |     | 3-3 |
| Xiangxue Pharmaceutical FC                                 | 2-2 | 2-3 | 0-2  | 3-3 | 3-2 | 0-4 |     |
| - Victoire à domicile - Match nul - Victoire à l'extérieur |     |     |      |     |     |     |     |

## Bilan de la saison
| Championnat de Hong Kong de football 2001-2002 |                     |
| Champion                                       | Sun Hei (1er titre) |
| Coupes et trophées                             |                     |
| Vainqueur de la Coupe de Hong Kong 2001-2002   | South China AA      |
| Qualifications continentales                   |                     |
| Ligue des champions de l'AFC 2003              | South China AA      |
| Promotions et relégations                      |                     |
| Promus en First Division League                | Fukien FC           |
| Relégués en Second Division League             | Aucun               |